# AJ Odudu
Onatejiro "AJ" Odudu (Blackburn, Lancashire, 12 de febrero de 1988) es una presentadora de televisión británica de ascendencia nigeriana. Es más conocida por copresentar el programa de telerrealidad de Channel 5, Big Brother's Bit on the Side, junto a Emma Willis y Rylan Clark-Neal, y el programa de telerrealidad de Channel 4, Married at First Sight: Afters.

## Primeros años
Odudu nació en Blackburn, Lancashire. Sus padres son nigerianos y ella es una de ocho hijos. Asistió a la escuela católica de St Bede y al St Mary's College. Más tarde se graduó con un título en inglés y política de la Universidad de Keele.

## Carrera
Odudu comenzó su carrera como reportera de BBC Blast con sede en Radio Lancashire. Sus primeros papeles de presentación comenzaron en 2009 en la serie de BBC Two, The Almost Perfect Guide to Life y en The 5:19 Show, un programa en línea en el sitio web de la BBC, habiendo trabajado anteriormente como reportera de esta última. En 2010, fue invitada en 100 Greatest Toys, una transmisión especial en Channel 4. Se interpretó a sí misma en Comedy Lab en 2011 y copresentaba la cobertura de Sky Arts del Festival de la Isla de Wight de 2012.
En junio de 2013, fue presentadora de Big Brother's Bit on the Side con Rylan Clark-Neal y Emma Willis, y luego presentó Celebrity Big Brother's Bit on the Psych a partir de agosto de 2013. Su salida del programa se confirmó en noviembre de 2013, siendo reemplazada por la concursante de Celebrity Big Brother 12 y panelista de Loose Women, Carol McGiffin. En agosto de 2013, lanzó su propio blog en el sitio web de la revista Hello del Reino Unido.
Odudu presentó el programa de 4Music, Trending Live!, junto a Jimmy Hill y Vick Hope. Presentó regularmente el juego de preguntas en línea de Facebook, Confetti, de marzo a abril de 2019.
En julio de 2021, ganó la segunda temporada de Celebrity Karaoke Club en ITV2. También en ese mes, fue confirmada como copresentadora de un episodio de The Big Breakfast, que presentó junto a Mo Gilligan, para Channel 4 en septiembre de 2021.
Desde septiembre de 2021, participó en la decimonovena temporada de Strictly Come Dancing, siendo emparejada con el bailarín profesional Kai Widdrington.

## Filmografía
| Año     | Título                                     | Nota                                  |
| ------- | ------------------------------------------ | ------------------------------------- |
| 2009    | The Almost Perfect Guide to Life           | Copresentadora                        |
| 2009    | The 5:19 Show                              | Copresentadora                        |
| 2010    | Teensville: Teen Witches                   | Presentadora                          |
| 2010    | 100 Greatest Toys                          | Invitada                              |
| 2011    | Dirty Digest                               | Panelista                             |
| 2011    | Comedy Lab                                 | Ella misma                            |
| 2012    | Isle of Wight Festival 2012                | Copresentadora                        |
| 2013    | Big Brother's Bit on the Side              | Copresentadora                        |
| 2013    | Celebrity Big Brother's Bit on the Side    | Copresentadora                        |
| 2014    | Fake Reaction                              | Panelista                             |
| 2015–16 | The Hot Desk                               | Presentadora                          |
| 2018    | Manhunting with My Mum                     | Presentadora                          |
| 2019–   | The Voice UK                               | Presentadora entre bastidores         |
| 2019–   | The Voice Kids                             | Presentadora entre bastidores         |
| 2019    | Celebrity SAS: Who Dares Wins              | Concursante                           |
| 2020    | The Great British Bake Off: An Extra Slice | Serie 4; Episodio 1 - Ella misma      |
| 2020    | The Chase: Celebrity Special               | Serie 11; Episodio 3 - Ella misma     |
| 2020    | Richard Osman's House of Games             | Serie 4; Episodios 16-20 - Ella misma |
| 2020    | Don't Rock the Boat                        | Copresentadora                        |
| 2021    | Would I Lie To You?                        | Ella misma                            |
| 2021    | Celebrity Karaoke Club                     | Ganadora                              |
| 2021    | Unforgivable                               | Invitada                              |
| 2021    | The Wheel                                  | Experta                               |
| 2021    | Cooking With The Stars                     | Concursante                           |
| 2021    | Rolling In It                              | Concursante                           |
| 2021    | Apocalypse Wow                             | Presentadora                          |
| 2021    | The Big Breakfast                          | Copresentadora                        |
| 2021    | Strictly Come Dancing                      | Concursante de la serie 19            |
| 2021    | Married at First Sight UK: Afters          | Presentadora                          |
| 2021    | Emma and AJ Get to Work                    | Copresentadora                        |